# Chasse à courre (film)
Pour l'article général sur la chasse à courre, voir Vénerie.
Pour plus de détails, voir Fiche technique et Distribution.
Chasse à courre (Mali vojnici) est un film yougoslave réalisé par Bahrudin Cengic, sorti en 1967.

## Synopsis
Un garçon arrive dans un orphelinat réservé aux enfants de Partisans tués pendant la Seconde Guerre mondiale. Le responsable invente à l'enfant une histoire car celui-ci est un enfant de Nazis.

## Fiche technique
- Titre : Chasse à courre
- Titre original : Mali vojnici
- Réalisation : Bahrudin Cengic
- Scénario : Mirko Kovač
- Musique : Bojan Adamic
- Photographie : Aleksandar Vesligaj
- Montage : Marija Fuks
- Société de production : Bosna Film
- Pays :  Yougoslavie
- Genre : Drame
- Durée : 92 minutes
- Date de sortie : 
  - Yougoslavie : 27 décembre 1967

## Distribution
- Stojan Arandjelovic : Upravnik Jagos
- Marija Tocinoski : Lucija
- Zaim Muzaferija : le père de Toljin
- Zlatko Madunic : le prisonnier allemand
- Mija Aleksić : le pasteur Mate
- Sead Cakal : Bombas
- Mirsad Ibrisevic : Petar
- Gordan Kulic : Zira
- Dusko Savic : Tolja
- Darko Cerar : Bosko / Hans
- Zdravko Andrijasevic : Dragan
- Zivko Odak : Zivko
- Milorad Vodjevic : Miso

## Distinctions
Le film a été choisi en sélection officielle en compétition au Festival de Cannes 1968 mais n'a pas été présenté à la suite de l'annulation du festival en raison des événements de Mai 68.